# Земля обетованная (фильм)
«Земля обетованная» (пол. Ziemia obiecana) — кинофильм польского режиссёра Анджея Вайды, снятый в 1974 году. Экранизация одноимённого романа лауреата Нобелевской премии по литературе Владислава Реймонта.

## Версии
Фильм существует в трёх версиях: прокатная — 179 минут, телевизионная — четыре серии общей продолжительностью около 204 минут, перемонтированная и сокращённая авторская версия 2000 года — 138 минут. (В советском прокате шёл сделанный на основе первоначальной прокатной версии дублированный вариант длительностью около 140 минут).
Премьера фильма состоялась 21 февраля 1975 года.

## Литературная основа
Время действия романа Владислава Реймонта, впервые опубликованного в 1897—1898 годах (русский перевод вышел в 1911 году) — 1880-е годы. Место действия — промышленный город Лодзь, где в те времена жили представители разных национальностей — поляки, немцы, евреи, русские и чехи. Название книги имеет горько-ироничный смысл.

## Сюжет
В фильме некоторые сюжетные линии двухтомного романа опущены. Три приятеля — выходец из шляхты Кароль Боровецкий (Даниэль Ольбрыхский), сын немца-фабриканта Макс Баум (Анджей Северин) и еврей Мориц Вельт (Войцех Пшоняк) — задумали построить собственную фабрику. Как водится, накопление капитала сопровождается ощутимыми нравственными потерями. Морицу приходится идти на рискованную авантюру, Каролю — жертвовать собственной любовью, использовать любовницу (супругу еврейского магната) как средство достижения личного успеха, лжесвидетельствовать на Библии… В конце фильма разбогатевшие, но внешне и внутренне деградировавшие герои отдают приказ о расстреле рабочей демонстрации. Кадр со взметнувшимся над толпой красным знаменем сменяют финальные титры.
В версии 2000 года в результате перемонтажа эпизоды некоторых неприглядных поступков героев картины оказались сдвинутыми почти в самое начало, в результате чего мотив их нравственной деградации значительно нивелирован.

## Стиль
«Земля обетованная» сочетает жёсткий социальный реализм и временами даже натурализм в изображении «города жёлтого дьявола» (ассоциации с творчеством Максима Горького здесь возникают неизбежно) с символикой в духе Эйзенштейна. В этом отношении наиболее выразителен ёмкий образ жуткого колеса, равнодушно перемалывающего и «эксплуататора», и «эксплуатируемого» (в советском прокате кадр с вылетающими из-под колеса ошмётками человеческого мяса был вырезан).
Кроме того, многие эпизоды отсняты при помощи широкоугольной оптики, несколько деформирующей изображение, — так рождается особый экспрессионистический эффект. Блестящий актёрский состав вкупе с виртуозной работой операторов и мастерством мизансцен делают эту картину одним из самых совершенных в формальном отношении произведений Вайды.

## Эротика
В фильме есть эротические эпизоды, включая весьма выразительную сцену оргии. Вот что по поводу этого заявил в интервью 2004 года режиссёр:

Я недавно сделал новую версию своей старой картины «Земля обетованная», из которой вырезал две эротические сцены — я стыдился этих сцен 20 лет. Почему же я их тогда снял? Да потому, что цензура нам запрещала снимать эротику, и мы сражались за свободу любыми способами. Там, где было можно, мы пытались противостоять ей. Может быть, вам сегодня это покажется ребячеством, но в то время это воспринималось иначе.

## В ролях
- Даниэль Ольбрыхский — Кароль Боровецкий
- Войцех Пшоняк — Мориц Вельт
- Анджей Северин — Макс Баум
- Анна Негребецкая — Анка
- Тадеуш Бялощиньский — отец Кароля
- Анджей Шалявский — Герман Бухгольц
- Ядвига Анджеевская — фрау Бухгольц
- Францишек Печка — Мюллер
- Божена Дыкель — Мада Мюллер
- Мариан Глинка — Вильгельм Мюллер
- Данута Водыньская — фрау Мюллер
- Збигнев Запасевич — Кесслер
- Ежи Новак — Цуккер
- Калина Ендрусик — Люси Цуккер
- Пётр Фрончевский — Хорн
- Ежи Зельник — Штайн
- Станислав Игар — Груншпан
- Богуслав Сохнацкий — Гросглюк
- Анджей Лапицкий — Травинский
- Казимеж Опалиньский — Старый Баум, отец Макса
- Марек Вальчевский — Бум-Бум
- Теодор Гендера — Эндельман
- Лена Вильчиньская — Эндельманова
- Зофья Вильчиньская — Груншпанова
- Гражина Михальска — Зоська Малиновска
- Халина Грыгляшевская — Малиновская, мать Зоськи
- Казимеж Вихняж — Заёнчковский
- Александер Дзвонковский — ксёндз Шимон
- Лидия Корсакувна — вдова рабочего
- Ежи Брашка — инженер

## Награды
- Фильм получил главный приз «Золотые львы» на II национальном фестивале игрового кино в Гданьске (1975). Кроме того, награда за лучшее исполнение мужской роли досталась Войцеху Пшоняку; призы получили также художник Тадеуш Косаревич и композитор Войцех Килар (вальс из «Земли обетованной»[3] принадлежит к его лучшим сочинениям).
- Номинация на премию «Оскар» (1976) в категории «Лучший иностранный фильм».
- Золотой приз на IX Московском кинофестивале 1975 года.
- Приз «Золотой колос» Вальядолидского кинофестиваля 1976 года.